# Adams (Dakota del Nord)
Adams és una població dels Estats Units a l'estat de Dakota del Nord. Segons el cens del 2000 tenia 203 habitants.

## Demografia
Segons el cens del 2000, Adams tenia 203 habitants, 87 habitatges, i 60 famílies. La densitat de població era de 79,2 hab./km².
Dels 87 habitatges en un 34,5% hi vivien nens de menys de 18 anys, en un 58,6% hi vivien parelles casades, en un 6,9% dones solteres, i en un 29,9% no eren unitats familiars. En el 28,7% dels habitatges hi vivien persones soles el 14,9% de les quals corresponia a persones de 65 anys o més que vivien soles. El nombre mitjà de persones vivint en cada habitatge era de 2,33 i el nombre mitjà de persones que vivien en cada família era de 2,87.
Per edats la població es repartia de la següent manera: un 26,1% tenia menys de 18 anys, un 5,4% entre 18 i 24, un 22,7% entre 25 i 44, un 16,7% de 45 a 60 i un 29,1% 65 anys o més.
L'edat mediana era de 42 anys. Per cada 100 dones de 18 o més anys hi havia 92,3 homes.
La renda mediana per habitatge era de 25.938 $ i la renda mediana per família de 30.750 $. Els homes tenien una renda mediana de 29.750 $ mentre que les dones 15.833 $. La renda per capita de la població era de 14.224 $. Entorn del 12,3% de les famílies i el 16,8% de la població estaven per davall del llindar de pobresa.

## Poblacions més properes
El següent diagrama mostra les poblacions més properes.